# 金元嘉
金元嘉（1583年—？），字爾猷、季賓，號浮弋，直隸蘇州府吳江縣人，明朝政治人物。

## 生平
萬曆三十四年（1606年）丙午科應天鄉試第一百二十一名舉人，三十五年（1607年）中式丁未科會試第八十五名，三甲第二百五名進士。禮部觀政，授侯官縣知縣，四十二年（1614年）升工部主事，四十五年（1617年）丁憂，服闋，泰昌元年（1620年）起為工部都水司主事，天啟元年（1621年）任雲南鄉試正考官，二年（1622年）升郎中，三年（1623年）出為紹興府知府，仍管中河。

## 家族
曾祖金鼎和，監生；祖父金敬成，監生；父金忠道，廩生。母周氏；繼母史氏。具慶下。兄金元聲、金元會、金元禮，弟金元美、金元復、金元暘、金元度、金元士。從弟金之俊，萬曆己未進士。